# Gennadij Gudkov
Gennadij Vladimirovič Gudkov (in russo Генна́дий Влади́мирович Гудко́в?; Kolomna, 15 agosto 1956) è un politico e imprenditore russo, ex funzionario del KGB, deputato della Duma della Federazione Russa dal 2001 al 2012 quando venne espulso perché oppositore di Vladimir Putin. Il The Moscow Times lo ha descritto nel 2012 come "uno dei più critici" del Presidente Putin. Vive dal 2019 in Bulgaria.

## Biografia
Nato nell'agosto 1956 a Kolomna, nell'Oblast di Mosca, Gudkov ha conseguito una laurea in lingua inglese  presso l'Istituto pedagogico statale di Kolomna nel 1978. Parla sia inglese che tedesco.
Dopo la laurea, prestò servizio nell'esercito sovietico dal 1978 al 1980 e durante il suo arruolamento si unì al Partito Comunista.  Dopo il congedo, tornò a Kolomna e lavorò con il Partito Comunista della città di Kolomna come istruttore a Komsomol e successivamente come capo del dipartimento operativo e di difesa di massa (in russo заведующим отделом оперативной и оборонно- массовой работы?). È entrato a far parte del KGB, l'agenzia di sicurezza nazionale dell'Unione Sovietica, nel 1981, lavorandovi per il decennio successivo e finendo col grado di tenente colonnello. È stato nel KGB di Kolomna fino al 1989, quando ha lavorato nell'Ufficio per le operazioni di controspionaggio per il KGB nella città di Mosca e nell'oblast' di Mosca  (in russo Службе контрразведывательных операций УКГБ по Москве ист об?).
Nel 1989 si diploma all'Istituto della Bandiera Rossa Jurij V. Andropov. Nel 1992, dopo aver rassegnato le dimissioni dall'Ufficio di procedura penale russo a Mosca e nella regione di Mosca come importante ufficiale operativo, ha formato la sua compagnia di sicurezza Oskord (in russo «Оскордъ»?) impiegando molti siloviki (in russo Силовики?). Dal 1997 al 2001 ha ricoperto un incarico nel Servizio di sicurezza federale in un comitato consultivo con altri capi di società di sicurezza privata. È stato attivo con l'UNESCO ed è stato eletto vicepresidente del Fondo internazionale di Mosca per la promozione dell'UNESCO nel 1999.

### Eletto alla Duma
Gudkov è stato eletto per la prima volta alla Duma di Stato in un'elezione suppletiva del 106º distretto di Kolomna il 18 marzo 2001, aderendo al Partito popolare della Federazione Russa.  Gudkov ha vinto di nuovo il seggio alle elezioni legislative del 2003 e del 2007.
Gudkov prestava servizio come vicepresidente della commissione parlamentare per la sicurezza durante la crisi degli ostaggi del teatro di Mosca del 2002, in cui 40-50 separatisti islamisti ceceni presero il controllo di un teatro che conteneva 850 persone. Ha accusato il fallimento delle forze di sicurezza nell'impedire l'attacco in seguito alla distruzione sistematica delle istituzioni di sicurezza dello stato dopo la caduta dell'Unione Sovietica.
Dopo il raid di Nazran' del 2004, in cui i ribelli ceceni hanno ucciso 90 persone nelle strutture di polizia a Inguscezia, Gudkov ha sostenuto il licenziamento di alti funzionari militari da parte del presidente Vladimir Putin, affermando: "lo stato maggiore ha commesso gravi errori riguardo alle azioni delle strutture militari in Cecenia". Ha affermato che "questo andrà avanti fino a quando non impareremo come prevenire gli atti terroristici, fino a quando non impareremo come eseguire operazioni efficaci per distruggere i terroristi"  e ha chiesto una migliore retribuzione per le forze di sicurezza in modo da attirare personale di migliore qualità e prevenire la corruzione, affermando che quest'ultima potrebbe aver contribuito alla crisi degli ostaggi della scuola di Beslan. Ha anche sostenuto una legge che consente agli agenti di sicurezza sotto copertura di commettere atti illegali come l'acquisto di armi o droghe nell'esercizio delle loro funzioni.

### Opposizione a Putin
Nel marzo 2004, in seguito ad una debole prestazione del Partito popolare nelle recenti elezioni legislative, Gudkov subentra a Gennadij Raikov come presidente del partito. Gudkov in seguito divenne membro del partito Russia Unita di Putin, prima di passare nel 2007 al partito populista Russia Giusta, molti dei cui membri sono oppositori di Putin.  Nel settembre di quell'anno, ha criticato un disegno di legge sostenuto da Russia Unita che permetteva a Gazprom, Transneft e altre società di addestrare e armare le forze di sicurezza private, definendolo un vaso di Pandora.  A ottobre si è lamentato del fatto che Russia Unita "non consentirà oppositori" e che la Russia stava diventando uno stato a partito unico; nel dicembre 2008 ha cercato di modificare e chiarire un disegno di legge della Duma ampliando notevolmente la definizione di tradimento. Nel marzo 2009, ha criticato la legislazione di Dmitrij Medvedev per vietare i partiti politici con meno del 7% di voti a livello nazionale dal parlamento, affermando che "solo un ottimista incorreggibile potrebbe considerare una mossa a favore della democrazia".

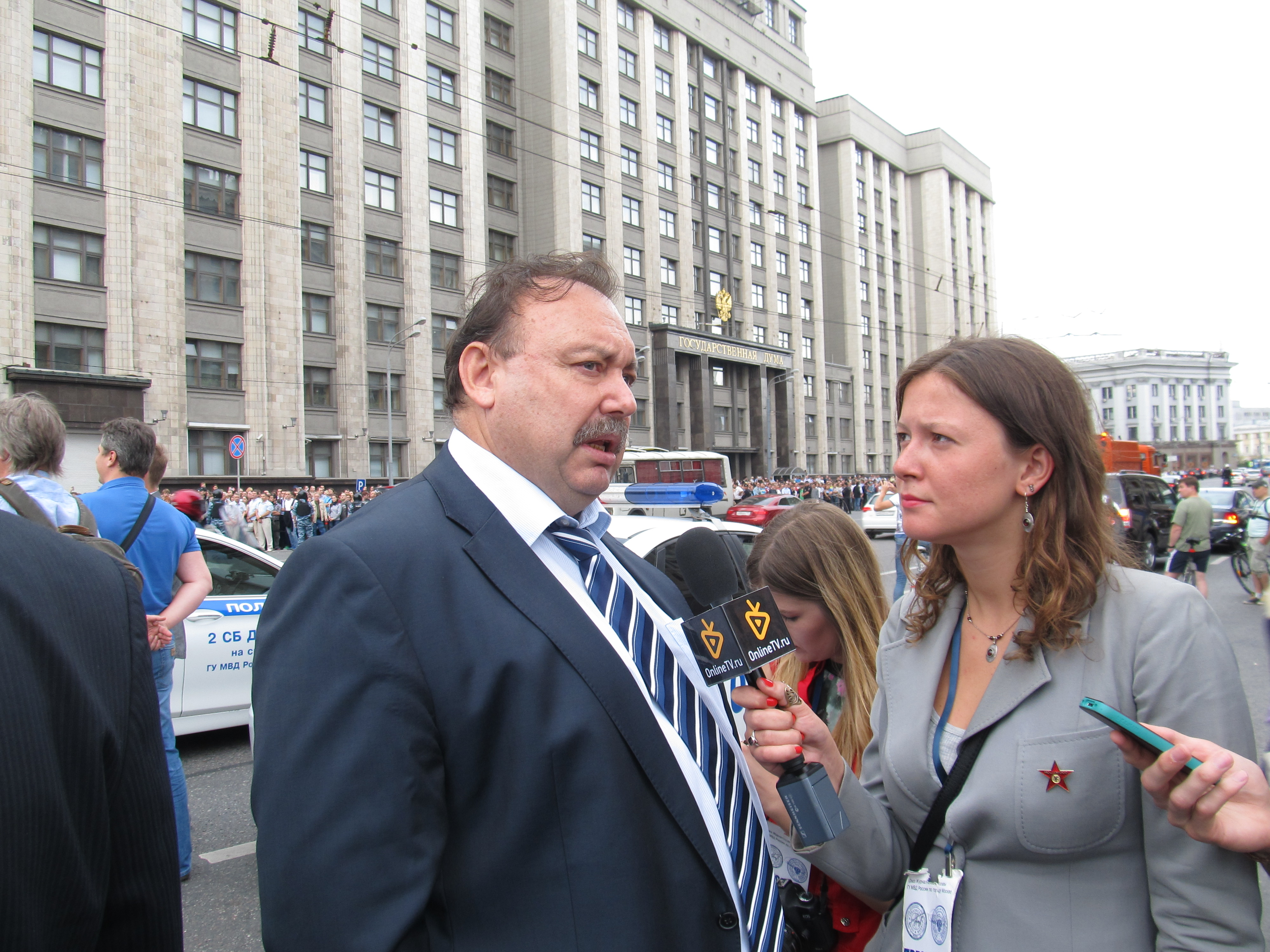
Gudkov ad una manifestazione sulla libertà per Navalny, 18 luglio 2013

Nell'ottobre 2011, Gudkov ha affermato che a causa della mancanza di un dibattito libero, esiste "un'enorme energia negativa tra il pubblico pronta ad esplodere da un momento all'altro". Si è alleato con l'opposizione a Putin conosciuta come la Palude (in russo  "болотных"?), dal nome di una piazza a Mosca dove l'opposizione anti-Putin tenne proteste di massa. Il mese successivo, ha rotto gli indugi con le critiche moderate del suo partito a Putin e ha avvertito che potrebbero verificarsi grandi proteste di strada se Russia Unita avesse commesso una frode elettorale nelle imminenti elezioni. Nel suo discorso, Gudkov ha affermato che "le nostre elezioni sono un mix di abuso di risorse amministrative e lavoro che va avanti a pieno ritmo per garantire la falsificazione". Il filmato del discorso è diventato un video popolare sui blog russi.

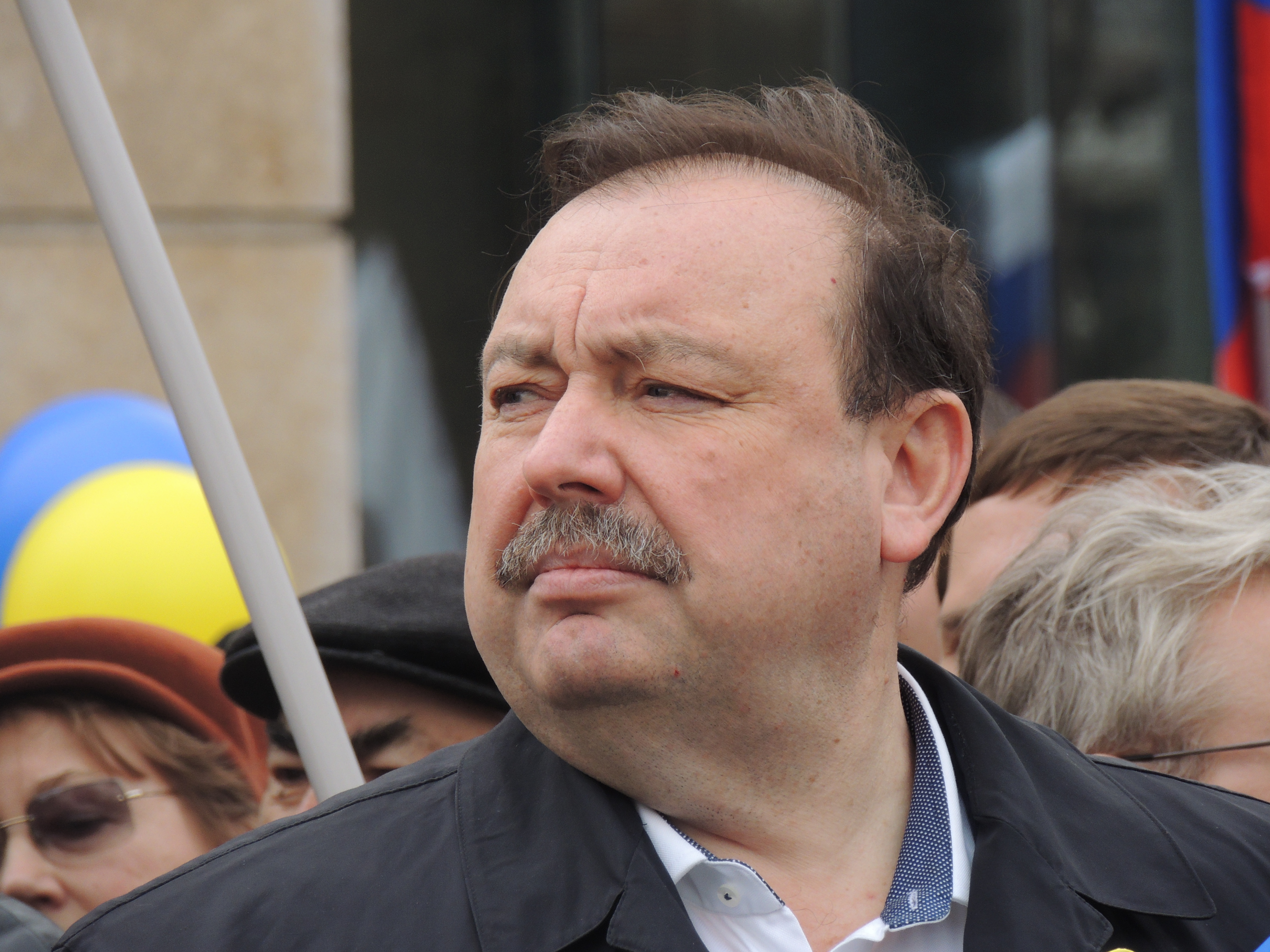
Gudkov a Mosca alla Marcia della Pace, 15 marzo 2014

Nel corso dell'anno successivo, Gudkov è diventato un partecipante frequente e leader nelle proteste pubbliche contro Putin.  Nel gennaio 2012 è stata pubblicata una registrazione segreta di una conversazione tra Gudkov e il politico Vladimir Ryžkov in cui i due sembravano discutere su come indebolire altre forze anti-Putin; i due lo hanno definito un complotto per seminare sfiducia tra i gruppi di opposizione. A giugno, il figlio di Gudkov, Dmitrij Gudkov, anche lui deputato della Duma, ha condotto un ostruzionismo contro un disegno di legge che prevede ingenti multe per i manifestanti anti-governativi. Anche Gennadij Gudkov si è espresso contro il disegno di legge, affermando che rimuovendo gli sbocchi per la protesta, la legislazione stava mettendo la Russia su "un percorso sicuro verso una guerra civile". L'Economist ha descritto l'ostruzionismo come "l'atto di sfida parlamentare più eclatante nell'era di Putin".
In seguito all'opposizione di Gudkov, la sua società di sicurezza privata, Oskord, divenne l'obiettivo di "una campagna di incursioni e indagini da parte di una varietà di corpi, dai vigili del fuoco al comitato architettonico di Mosca". Il permesso alle sue guardie di portare armi da fuoco è stato revocato, rendendo difficili le normali operazioni di sicurezza. Gudkov ha stimato a luglio di aver perso il 40% dei suoi affari.

### Espulsione dalla Duma ed emigrazione
Nell'agosto 2012, è stata costituita una commissione speciale della Duma per indagare sulle accuse secondo cui Gudkov aveva violato le regole parlamentari guadagnando denaro dall'impresa di costruzioni Kolomenskij Stroitel' mentre manteneva anche il suo posto. Il procuratore generale e il comitato investigativo hanno presentato le prove che Gudkov aveva infranto le leggi anticorruzione e il verbale di un incontro di Kolomenskij Stroitel' con la firma di Gudkov è stato fornito come prova della sua attività commerciale. 

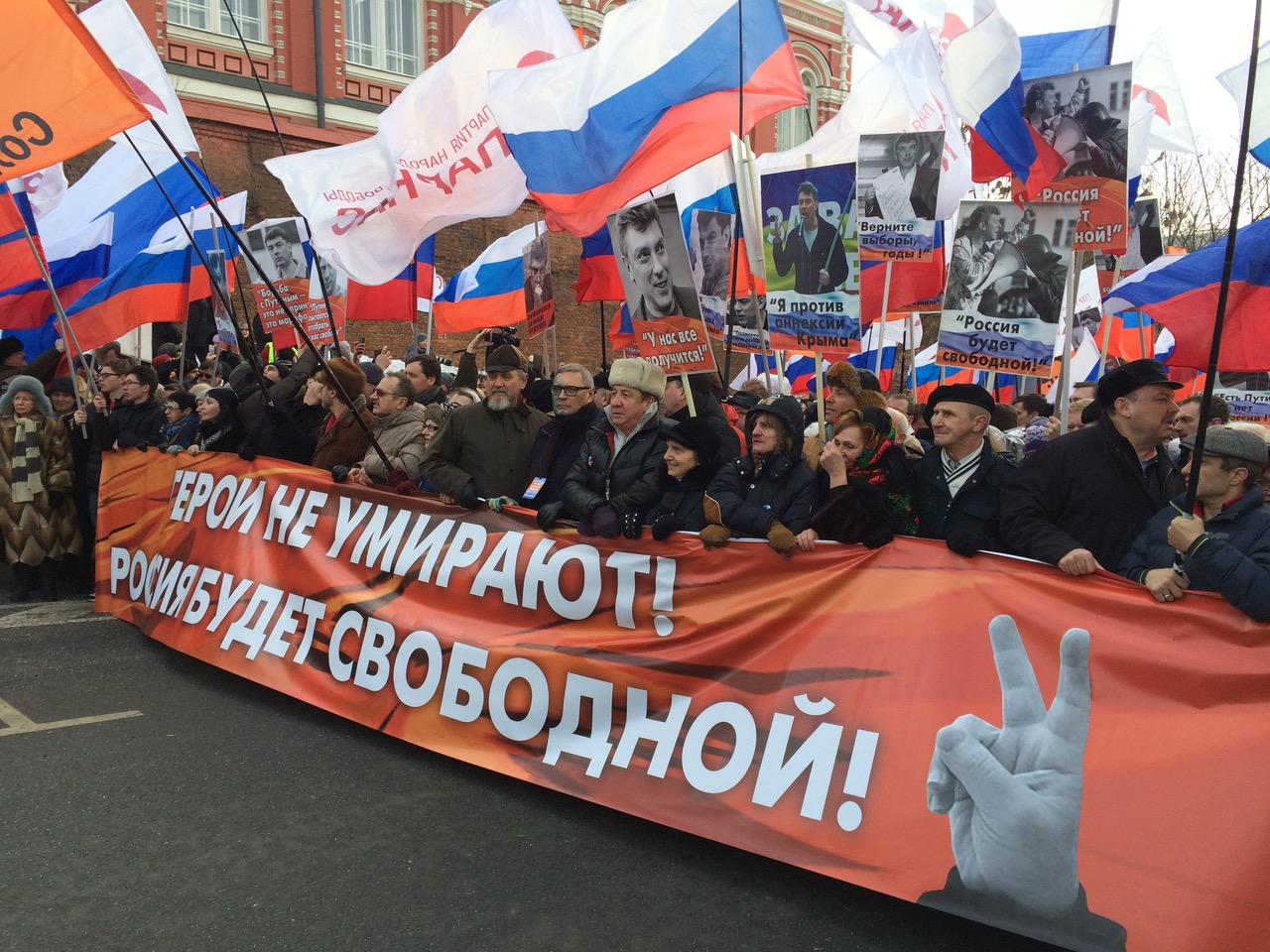
Gudkov a Mosca alla marcia in memoria di Boris Nemcov nel febbraio 2017

Il 15 settembre 2012, Gudkov è stato privato del suo seggio alla Duma con un voto di 291 contro 150. Gudkov ha definito il voto una farsa, dicendo: "Questa è una rappresaglia. Non è un tribunale". Sergej Mironov, leader del partito Russia Giusta, ha descritto l'espulsione di Gudkov come "vendetta illegale". Il deputato di Russia Unita Andrej Isaev ha dichiarato che Gudkov doveva essere privato del suo posto, sostenendo: "La gente si aspetta equità: tutti sono uguali agli occhi della legge. Non possiamo minare quella speranza del nostro popolo". Gli analisti hanno descritto il voto come parte di una più ampia repressione contro i critici di Putin, rilevando le recenti accuse contro l'attivista anticorruzione Aleksej Naval'nyj. The Economist ha scritto che "come, in un certo senso, Michail Chodorkovskij, la questione non è se il signor Gudkov sia entrato in conflitto con la legge russa, ma piuttosto perché la legge russa sembra importare così poco ai suoi colleghi che si mantengono nelle grazie migliori del Cremlino."
Gudkov si è trasferito a Varna, in Bulgaria, nel 2019 in quella che ha definito "una misura precauzionale".

## Vita privata
Gudkov è sposato e ha due figli, Dmitrij e Vladimir.